# Indoreonectes
Indoreonectes é um género de peixe actinopterígeo da família Balitoridae.
Este género contém as seguintes espécies:
- Indoreonectes evezardi (F. Day, 1872)
- Indoreonectes keralensis (Rita & Nalbant, 1978)
- Indoreonectes neeleshi Kumkar, Pise, Gorule, Verma & Kalous, 2021
- Indoreonectes rajeevi Kumkar, Pise, Gorule, Verma & Kalous, 2021
- Indoreonectes telanganaensis Prasad, C. Srinivasulu, A. Srinivasulu, Anoop & Dahanukar, 2020